# Lithobates pipiens
La rana leopardo (Lithobates pipiens) es una especie de anfibio anuro de la familia Ranidae. Vive desde el sur de Canadá y al norte-este de México; ha sido introducido en muchos países. Se encuentra en praderas cerca de charcas, lagos y pantanos.
Es de color verde o pardo. Tiene un hocico puntiagudo y decenas de manchas irregulares.  Come insectos y otros invertebrados. El canto del macho es un ronquido fuerte, largo y profundo. Esta rana se reproduce en cualquier época, de marzo a mayo, dependiendo de la latitud.